# Пътят към върха
„Пътят към върха“ е български игрален филм от 2007 година на режисьора Валентина Фиданова-Коларова, по сценарий на Златимир Коларов. Оператор е Венец Димитров. Художник на постановката е Здравко Маринов.

## Сюжет
Идилията в село е нарушена от пристигането на внука на кмета Кристиян – момче, отраснало с аудиовизуални играчки и интернет. Запознава се със съседка на дядото – самотна старица. Между старците тлее стара вражда и тайна, която детето трябва да открие. Детето и старицата започват взаимно да се учат: то на традиции, тя на съвремие. Двамата ще намерят път един към друг и ще възстановят прекъснатата връзка между поколенията. Баба Златина му разказва легендата за върха над селото – който го покори, ще живее сто години.

## Награди
- Първа награда от Евразийския телевизионен конкурс за социални програми и филми за деца и юноши „Я-человек“, Оренбург

## Актьорски състав
- Бистра Тупарова – баба Златина
- Йоан Карамфилов – Кристиян
- Вълчо Камарашев – Кмета
- Богдана Вульпе – баба Стояна
- Лили Маравиля – майката
- Симеон Владов – бащата

В епизодите:
- Емил Марков
- Николай Патев
- Дора Димова
- Милена Копралева
- Ирина Андреева
- Станчо Станчев

## Награди
Филма е известен и с името „Пътят към върха на хълма“.